# Jose de Venecia junior

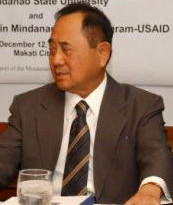
Jose De Venecia Jr. (2007)

Jose De Venecia „JDV“ Jr. (* 26. Dezember 1936 in Dagupan City) ist ein philippinischer Politiker.

## Leben

### Berufliche und politische Laufbahn in der Marcos-Ära
Der Sohn eines Richters absolvierte seine Schulausbildung an der Dagupan Elementary School und zwischen 1947 und 1951 an der De La Salle College High School von Dagupan City. Später trat er in den Diplomatischen Dienst und war zuletzt von 1966 bis 1969 Gesandtschaftsrat für Wirtschaftsangelegenheiten.
De Venecia begann seine politische Laufbahn 1969 mit der erstmaligen Wahl zum Abgeordneten des Repräsentantenhauses der Philippinen, dem er bis zur Verhängung des Kriegsrechts durch Präsident Ferdinand Marcos 1972 angehörte.
Anschließend war er als Unternehmer tätig und war einer der ersten, die im Rahmen von Werkverträgen Mitte der 1970er Jahre Vertragsarbeitnehmer in den Mittleren Osten sowie Afrika entsandte. Dabei warb er mehr als 51.000 Filipinos für seine Unternehmen an und setzte diese für Hafenbauprojekte in Saudi-Arabien, Landwirtschaft in Afrika, Wohnungsbau und Ölförderung in den Vereinigten Arabischen Emiraten ein. Außerdem war er während dieser Zeit auch Initiator eines Programms zur Förderung von Erdöl und Erdgas vor der Küste von Palawan und wurde zum Präsidenten der Philippinischen Erdölvereinigung (Petroleum Association of the Philippines) gewählt.

### Abgeordneter, Parteivorsitzender und Parlamentssprecher
Zwischen 1987 und 1998 war er erneut Abgeordneter des Repräsentantenhauses sowie zugleich von 1992 bis 1998 Sprecher (Speaker) des Parlaments. Darüber hinaus war er von 1991 bis 2008 Vorsitzender der Partei Lakas Kampi CMD (Lakas-Kabalikat ng Malayang Pilipino-Christian Muslim Democrats).
In dieser Zeit beauftragte ihn Präsident Fidel Ramos auch mit der Führung von Friedensgesprächen mit der Nationalen Befreiungsfront der Moro (MNLF), die eine Sezession der Insel Mindanao von den Philippinen betrieb, sowie mit den Militärrebellen der RAM-SFP-YOU und der von der Partido Komunista ng Pilipinas geführten Guerilla-Bewegung New People’s Army (NPA).
Nach Gesprächen mit dem Vorsitzenden der MNLF Nur Misuari auf Vermittlung des libyschen Revolutionsführers Muammar al-Gaddafi in Tripolis gelang am 2. September 1996 der Abschluss eines Friedensvertrages, der auch zur Gründung der Autonomous Region in Muslim Mindanao (ARMM) führte, deren Gouverneur Misuari heute ist.
Des Weiteren führte er 1992 die Gespräche mit den Rebellen innerhalb der Armee unter der Führung von General Edgardo Abenina, Colonel Gregorio Honasan und Commodore Cabajate, die zunächst zu einer Feuerpause und dann 1995 zu einem endgültigen Friedensabkommen führten.
Im April 1997 traf er sich in den Niederlanden mit den sich dort im Exil befindlichen Führern der Nationalistischen Demokratischen Front (National Democratic Front) und der Neuen Volksarmee (New People’s Army), José María Sison und Luis Jalandoni.
Außerdem traf er sich als erster christlicher Politiker der Philippinen im November 1997 zu bahnbrechenden Friedensgesprächen mit dem Vorsitzenden der Moro Islamische Befreiungsfront (Moro Islamic Liberation Front, MILF), Hashim Salamat, und dem militärischen Führer der MILF, Commander Murad.
1998 kandidierte er für das Amt des Präsidenten, unterlag jedoch bei der Wahl am 11. Mai 1998 dem bisherigen Vizepräsidenten Joseph Estrada, der 46,4 Prozent der Wählerstimmen erhielt. De Venecia wurde mit 17,1 Prozent der Stimmen abgeschlagen Zweitplatzierter unter den elf Kandidaten. Die Kandidaten Raul Roco (11,9 Prozent), Lito Osmeña (8,6 Prozent), der Bürgermeister von Manila Alfredo Lim (7,4 Prozent) sowie Renato de Villa (4,6 Prozent) folgten auf den weiteren Plätzen.
Nach der Wahlniederlage zog er sich für einige Jahre aus dem politischen Leben zurück.
Seit 2001 ist er wiederum Abgeordneter des Repräsentantenhauses und vertritt dort die Interessen des Wahlbezirks IV (4th District) der Provinz Pangasinan. Jose De Venecia war außerdem zwischen 2001 und 2008 wieder Sprecher des Repräsentantenhauses.
Im Februar 2008 folgte ihm Prospero Nograles als Parlamentssprecher. Dieser wurde 2008 auch sein Nachfolger als Vorsitzender der Lakas Kampi CMD.